# Candidat
« Candidature » redirige ici. Pour les autres significations, voir Candidature (diplôme) et Candidature (film).
Un candidat est une personne qui sollicite, pour elle-même, une place, un poste, une mission, un mandat, un titre, une distinction ou un prix, éventuellement par la réussite à un examen, un concours ou une élection.
Par extension, sont candidates des personnes, des organisations ou des œuvres désignées par un tiers en vue de l'obtention d'un titre ou d'un prix : sur proposition de leur éditeur, un roman et son auteur peuvent être candidats à un prix littéraire.
Le mot candidat vient du latin candidus (« blanc »). Sous la République romaine, les personnes se présentant à l'élection consulaire portaient en effet une toge blanchie à la craie pour se distinguer.

## Emploi
Un candidat est un individu qui postule à une offre d'emploi dans le but d'être embauché sur un poste au sein d'une entreprise ou d'une association. Il est possible de postuler via différent canaux :
- directement auprès du recruteur via une adresse électronique ou postale,
- via le site employeur à l'origine d'une offre d'emploi,
- via un établissement public pour l'emploi comme Pôle Emploi,
- via les réseaux sociaux professionnels comme LinkedIn,
- via les plateformes d'emplois comme, en France, l'APEC, Région Job ou encore Indeed,
- via un intermédiaire comme un cabinet de recrutement ou une agence d'intérim,
- via une candidature spontanée.
- par cooptation.

Dans un recrutement classique, un candidat doit fournir au recruteur au moins un curriculum vitae (CV), souvent accompagné d'une lettre de motivation.
Au cours du processus de recrutement, le candidat peut également se soumettre à divers tests (compétences, aptitudes, personnalité, logique, orthographe, calcul, etc.).